# Leptonycteris yerbabuenae
Leptonycteris yerbabuenae — вид родини листконосові (Phyllostomidae), ссавець ряду лиликоподібні (Vespertilioniformes, seu Chiroptera).

## Середовище проживання
Країни поширення: Сальвадор, Гватемала, Гондурас, Мексика, Сполучені Штати Америки (цн. Каліфорнія, пд. Аризона і Нью-Мексико). Зустрічається від низовин до 2600 м (як правило, нижче 1800 м) у колючих чагарниках і листяних лісах.

## Звички
Лаштує сідала в печерах і шахтах, часто колоніями по кілька тисяч особин. Виникає приблизно через годину після заходу, щоб харчуватися нектаром і пилком агави і кактусів. 

## Загрози та охорона
Первинні загрози включають в себе порушення сідал, втрата джерел їжі через перетворення землі для сільського господарства і експлуатація людиною агави (наприклад, для виробництва алкогольних напоїв), і пряме вбивство людьми. Вид агави Agave palmeri відіграє ключову роль у споживанні цього кажана.